# Économie de l'Écosse
 (novembre 2023).
Si vous disposez d'ouvrages ou d'articles de référence ou si vous connaissez des sites web de qualité traitant du thème abordé ici, merci de compléter l'article en donnant les références utiles à sa vérifiabilité et en les liant à la section « Notes et références ».
L’économie de l’Écosse est étroitement liée à celle du Royaume-Uni et est essentiellement basée sur un système capitaliste avec très peu d’intervention de la part de l’État. Après la Révolution industrielle, l’économie écossaise est dominée par la construction navale, l’industrie minière et sidérurgique. La participation de l’Écosse à l’Empire britannique lui a permis d’exporter sa production à travers le monde. Mais l’industrie lourde a décliné dans la dernière partie du XXe siècle, menant à une remarquable mutation de l’économie de l’Écosse désormais basée sur la technologie et les services. Les années 1980 ont vu le développement de la Silicon Valley écossaise: Silicon Glen (glen signifiant vallée en écossais), entre Glasgow et Édimbourg et abritant beaucoup de grandes entreprises technologiques venues s’implanter en Écosse. Aujourd’hui, l’industrie technologique emploie 41 000 personnes. Les entreprises basées en Écosse sont spécialisées dans les systèmes d’information, la défense, l’électronique, et les semi-conducteurs. Il existe également un secteur de développement et design électronique particulièrement dynamique et en pleine croissance, basé sur ses liens avec les universités et les compagnies locales. Les entreprises locales sont présentes dans des réseaux d'entreprise : Highlands and Islands Enterprise et Local enterprise company, sous l'égide de l’agence de développement Scottish Enterprise (en). À noter la présence de multinationales telles que National Semiconductor, IBM ou Motorola.
Les autres secteurs majeurs de l’économie de l’Écosse sont : la banque et les services financiers, l’éducation, le divertissement, la biotechnologie, le transports, le pétrole, le gaz, le whisky et le tourisme.
Le produit intérieur brut (PIB) de l’Écosse est légèrement supérieur à 74 milliards de Livres Sterling (en 2002), donnant un PIB par habitant de £14 651
Édimbourg est le centre financier de l’Écosse et la 6e place d’Europe avec ses grandes compagnies du secteur financier qui y sont basées, incluant la Royal Bank of Scotland (la seconde plus grande banque d’Europe, la cinquième mondiale), HBOS (propriétaire de Bank of Scotland) et Standard Life Insurance.

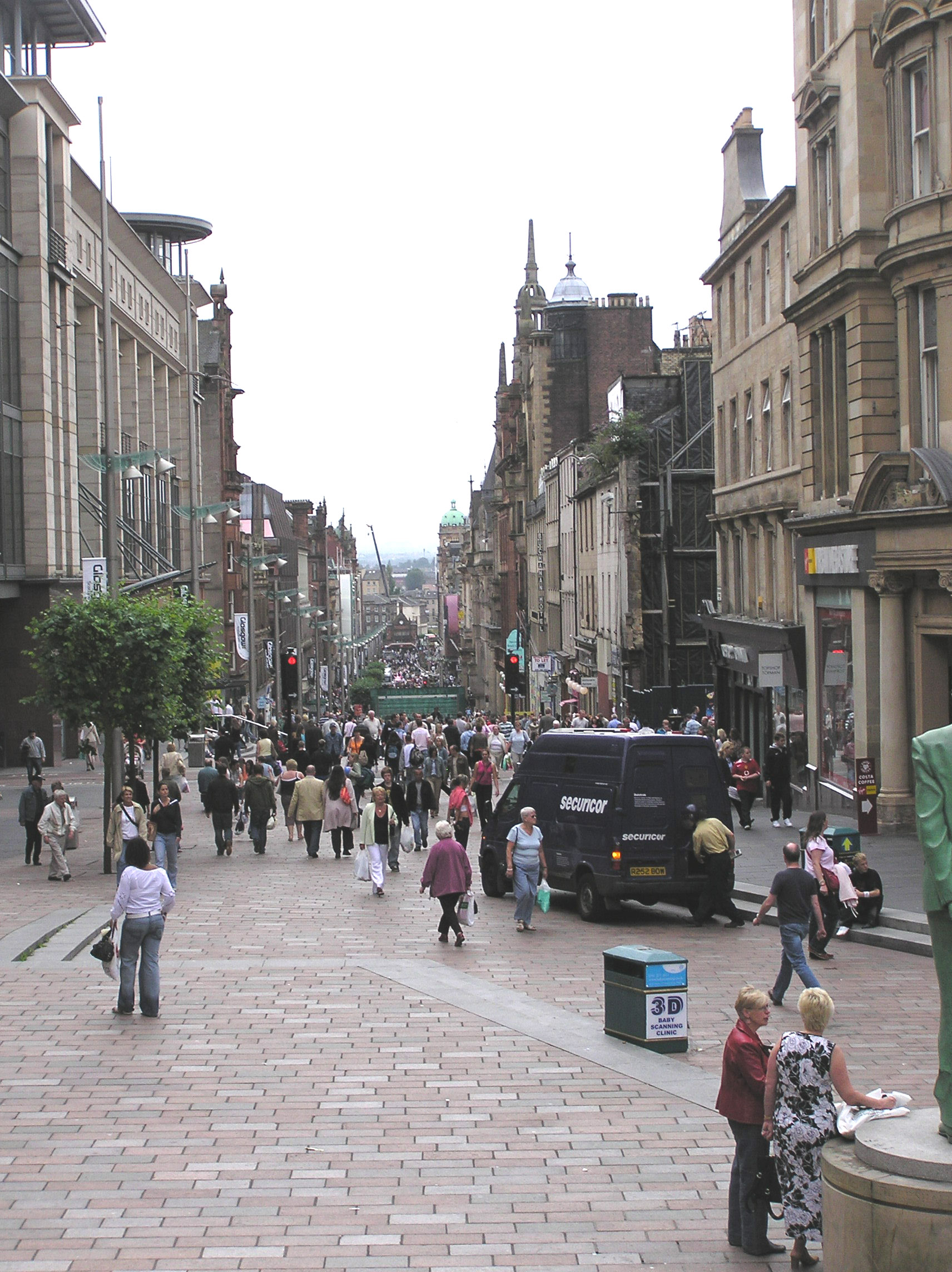
Buchanan Street au centre du quartier commerçant de Glasgow.

Glasgow est le principal port d’Écosse et le quatrième plus grand centre industriel du Royaume-Uni, comptant pour plus de 60 % des exportations écossaises. La construction navale, bien qu’en déclin depuis le début du XXe siècle, compte toujours pour une bonne part de l’économie écossaise. La ville possède le quartier commerçant et de distribution le plus grand et le plus important économiquement du Royaume-Uni après le quartier de West End à Londres. Glasgow est également un des 20 plus grands centres financiers d’Europe et abrite le siège social de nombreuses entreprises britanniques. Les autres industries importantes présentes à Glasgow sont le textile, la chimie, la pêche, la brasserie et la distillation.

## Exportations
En 2004, le montant total des exportations (le commerce interne au Royaume-Uni étant exclu) s’élève à environ 17,5 milliards de livres sterling. 70 % de ce montant (soit 12,2 milliards de livres) proviennent du secteur industriel. Les produits les plus exportés sont le whisky, l’électronique, et les produits financiers. Les premiers partenaires de l’Écosse sont les États-Unis, l’Allemagne et la France.

## Agriculture, sylviculture, pêche

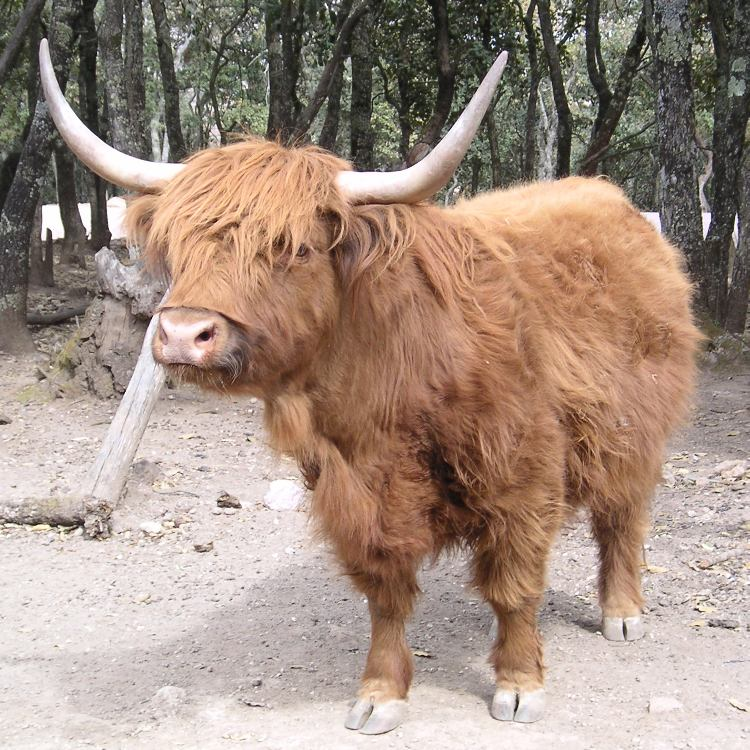
Vache des Highlands

Seul un quart des terres est cultivé (principalement avec des céréales et des légumes), mais l’élevage de moutons est important dans les régions de terres moins arables. C’est le cas du Nord-Ouest de l’Écosse, qui sert essentiellement au pâturage à cause de son isolement géographique, de son climat et de l’acidité du sol. Certaines parties de l’est de l’Écosse (Aberdeenshire, Fife, Angus) sont des centres importants de la culture céréalière. Ces régions offrent en général un sol plus plat, et le climat est moins rigoureux donc plus profitable à la culture de céréales. Le sud-ouest de l’Écosse (Ayrshire, Dumfries and Galloway) est un centre de production de lait.
À cause de la persistance d’un certain féodalisme et de l’enclosure au XIXe siècle, les terres appartiennent à relativement peu de propriétaires (quelque 350 personnes possèdent la moitié des terres). En 2003, le parlement écossais a engagé une réforme agraire permettant aux fermiers d’acquérir des terrains même si le propriétaire refuse de vendre.

## Banques

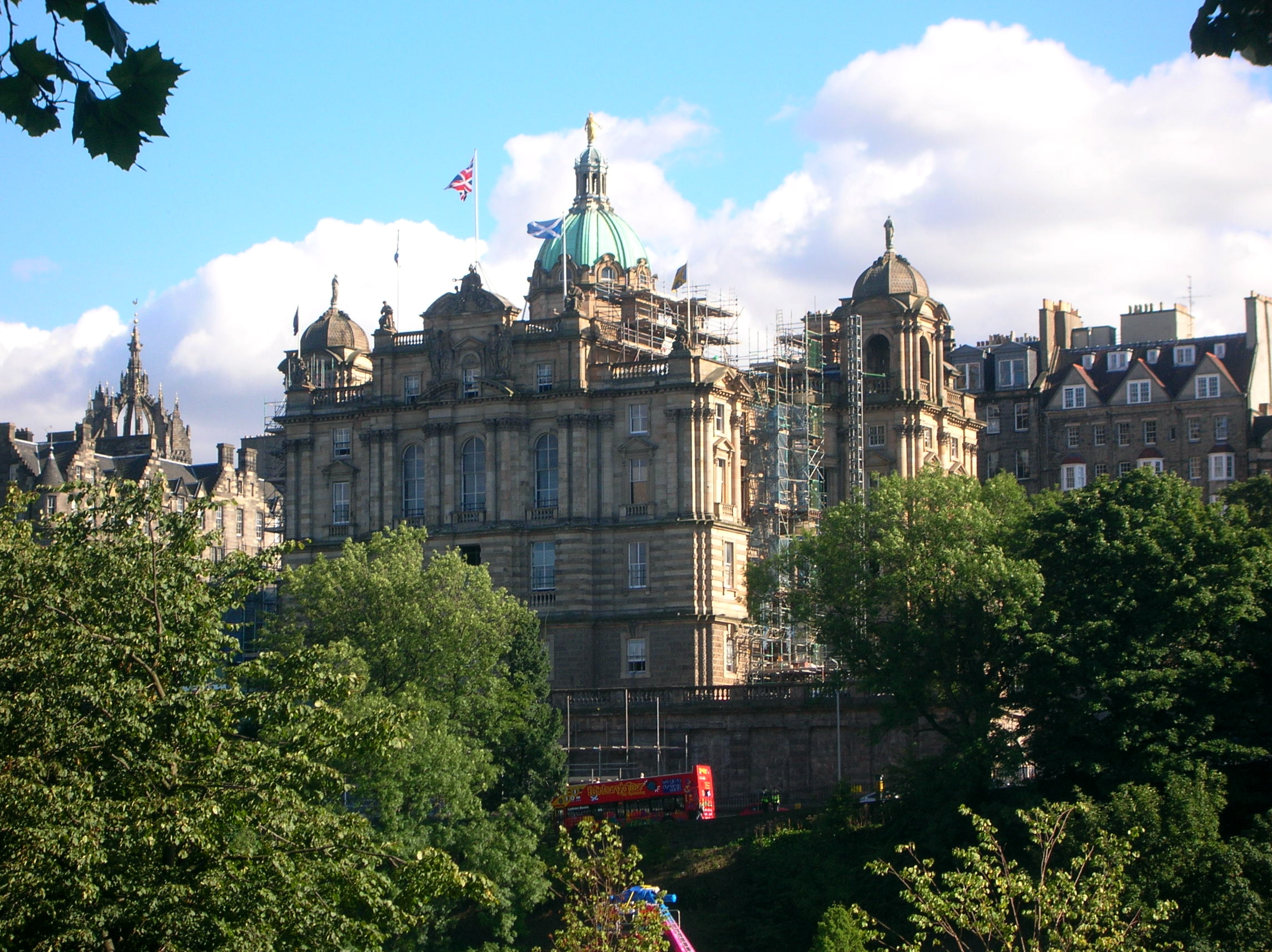
La Bank of Scotland à Édimbourg

Le secteur financier en Écosse présente également des caractéristiques uniques. Bien que la Banque d'Angleterre soit la seule banque centrale du Royaume-Uni, trois banques continuent d’émettre des billets : la Bank of Scotland, la Royal Bank of Scotland, et la Clydesdale Bank. Ces billets n’ont pas cours légal en Angleterre, Pays de Galles ou Irlande du Nord, mais peuvent être en pratique acceptés dans tout le Royaume-Uni, y compris l’Ile de Man et les Îles Anglo-Normandes. La Royal Bank of Scotland émet toujours des billets de £1, qui ne servent pratiquement qu’entre banques. Les billets écossais communément acceptés sont : £1, £5, £10, £20, £50, £100

## Gaz et pétrole
La découverte de pétrole dans la mer du nord dans les années 1970 a transformé l’économie écossaise. La ville d’Aberdeen est devenue le centre de l’industrie du pétrole de la mer du nord, avec un port desservant la plupart des plates-formes pétrolières. Sullom Voe dans les Shetland est le site d’un des terminaux majeurs pour le pétrole, où le pétrole arrive par oléoduc pour être chargé sur des tankers. On estime à 100 000 le nombre de personnes travaillant pour l’industrie du pétrole. (6 % de la population active).

## Tourisme
Voir l'article Tourisme en Écosse
On estime que le tourisme représente 3 % de l’économie écossaise. Le secteur du tourisme emploie 200 000 personnes.

## Autres indicateurs économiques
- Population totale: 5 078 400 (estimation 2005)
- Population active: 3 175 386 (estimation 2005)
- PIB (en millions de £): 74 058 (pour 2002)
- Entreprises enregistrées à la TVA: 126 025 (estimation 2003)
- Entreprises de plus de 250 employés: 2 240 (en 2004)
- Taux de chômage: 6,4 % (en 2014)